# Лобанов, Михаил Терентьевич
Михаи́л Тере́нтьевич Лоба́нов (род. 3 декабря 1950, Шульмак, Таджикская ССР, СССР) — советский гребец-каноист, выступал за сборную СССР в начале и середине 1970-х годов. Двукратный чемпион мира, двукратный чемпион всесоюзного первенства, многократный победитель регат республиканского значения. Заслуженный мастер спорта СССР (1975). Родной брат олимпийского чемпиона Юрия Лобанова.

## Биография
Михаил Лобанов родился 3 декабря 1950 года в кишлаке Шульмак Гармского района Таджикской ССР. В 1952 году вместе с семьёй переехал в Сталинабад, где в 1965 году начал заниматься греблей у Георгия Субачева. С 1967 года тренировался под руководством Ибрагима Хасанова. Состоял в добровольном спортивном обществе «Таджикистон».
Наиболее значимых результатов добивался, выступая в классе каноэ-двоек. В 1971 году вместе со своим первым напарником Владимиром Панковым вошёл в состав сборной страны на чемпионате мира в Белграде и завоевал серебряную медаль этих соревнований на дистанции 500 метров.
В 1973 и 1974 годах сначала со своим младшим братом Юрием, а потом москвичом Александром Виноградовым становился чемпионом СССР на той же дистанции. В 1974 и 1975 годах вместе с Виноградовыи побеждал в своей коронной дисциплине C-2 500 м на чемпионатах мира в Мехико и Белграде. В 1975 году за эти достижения был удостоен почётного звания «Заслуженный мастер спорта СССР».
Спортсмен рассчитывал пройти квалификацию на Олимпийские игры 1976 года в Монреале, однако не смог выиграть конкуренцию со стороны более удачливого одессита Сергея Петренко.
В 1978 году окончил Таджикский институт физической культуры имени М. И. Калинина. В 1979 году завершил спортивную карьеру. В 1980-х годах занимался тренерской деятельностью в Республиканской школе высшего спортивного мастерства. В дальнейшем из-за гражданской войны в Таджикистане был вынужден уехать из Душанбе. В 1995—2000 годах жил в посёлке Красный Маяк Владимирской области, потом переехал в Москву, где в 2000—2013 годах работал инженером по охране труда Центрального спортивного клуба Военно-морского флота.
В 2006 году участвовал в телепередаче «Жди меня», где впервые за долгие годы встретился со своим сыном Георгием.